# Web skimming
Web skimming és una forma de frau a Internet o per enganyar pel qual una pàgina de pagament en un lloc web es veu compromesa quan s'injecta programari maliciós a la pàgina mitjançant el compromís d'un servei de script de tercers per robar informació de pagament.
Un informe del 2016 va suggerir que fins a 6.000 llocs de comerç electrònic podrien haver estat compromesos a través d'aquesta classe d'atacs. El 2018, a British Airways li robaren 380.000 dades de la targeta a través d'aquesta classe d'atacs. Un atac similar va afectar Ticketmaster el mateix any amb 40.000 clients afectats per codi injectat maliciosos a les pàgines de pagament.

## Magecart
Magecart és un programari utilitzat per una àmplia gamma de grups de pirateria per injectar codi maliciós en llocs de comerç electrònic per a robar les dades de pagament. A més dels atacs dirigits com a Newegg, s'ha utilitzat en combinació amb atacs d'extensió de magento de productes bàsics. El conjunt d'eines de comerç electrònic aprovat per compradors utilitzat en centenars de llocs de comerç electrònic també va ser compromès per Magecart com també va ser el lloc web de conspiracions InfoWars.

## Defensa
Es recomanen pràctiques de seguretat normals com ara l'avaluació del venedor, les actualitzacions del servidor, el control d'accés i les proves de penetració externes. A més, l'ús de la política de seguretat de contingut i les configuracions d'integritat de subrevés pot evitar modificacions de guió malicioses. A més de les bones pràctiques destacades anteriorment, també hi ha venedors que atenuen la mitigació contra els atacs de Magecart i de skimming web.